# Enric Juliana
Enric Juliana Ricart (Badalona, 1957) es un periodista español, corresponsal de La Vanguardia en Italia entre 1997 y 2000. Actualmente es adjunto al director del diario y está al frente de su delegación en Madrid.

## Biografía
Comenzó su trayectoria periodística en 1975, en el rotativo barcelonés Tele/eXprés. Trabajó en el semanario El Món, revista en lengua catalana, en los servicios informativos de TVE y en El País. En 1991 se incorporó a La Vanguardia, habiendo sido redactor jefe de información local de Barcelona durante los Juegos Olímpicos de 1992 y, más tarde, entre 1997 y 2000, corresponsal en Italia, país del que recibió la condecoración de comendador de la Orden de la Estrella Italiana. Actualmente[¿cuándo?] es adjunto al director de La Vanguardia, al frente de la delegación del diario en Madrid. Obtuvo el Premio Ciudad de Barcelona (Periodismo) en 2005, el Ciudad de Badajoz (Periodismo) en 2008 y un reconocimiento del Club Español de la Energía (2022) por sus informaciones sobre la crisis del gas al estallar la guerra de Ucrania. Colabora en la emisoras de radio Ser, Rac1 y Radio Euskadi, con el programa «La noche en 24 horas» (TVE) y «Todo es mentira» (Cuatro).

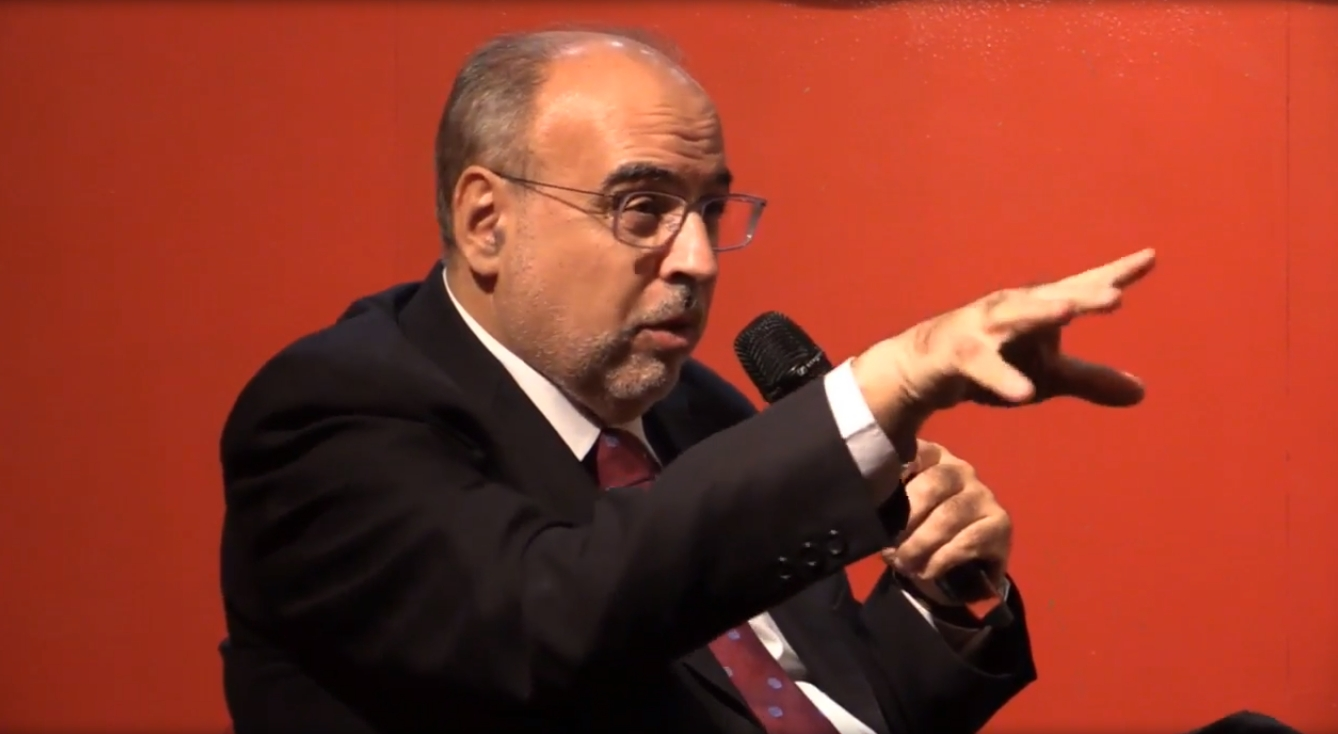
En noviembre de 2018 durante la presentación de Nudo España.

Desde la primavera del 2004 publica todos los domingos una crónica sobre la actualidad política bajo el epígrafe Cuaderno de Madrid, con un estilo que remite a los tiempos en los que el periodismo tenía una mayor vocación literaria. Es autor de una trilogía sobre la evolución política de España: La España de los pingüinos (2006), La deriva de España (2009) y Modesta España (2012); publicada íntegra en el volumen España en el diván (2014). Sus veinte años de cronista político en Madrid están resumidos en el libro España, el pacto y la furia (2024). Conjuntamente con el jurista Juan José López Burniol, a Enric Juliana se le atribuye la redacción del editorial conjunto de la prensa catalana publicado el 26 de noviembre de 2009 antes de la sentencia del Tribunal Constitucional sobre el nuevo estatuto de autonomía de Cataluña. En marzo de 2011 publicó junto con el novelista Julià de Jòdar una obra teatral en catalán titulada Radiacions, en la que se fabula, en clave crítica, sobre la construcción de una central nuclear en las puertas de Barcelona, tomando como referencia literaria un hecho real: el apoyo del escritor Josep Pla en 1965 a la idea de levantar una central atómica hispano-francesa en la playa del municipio gerundense de Pals, proyecto que finalmente se llevó a cabo en Vandellós. Este texto teatral fue objeto de una posterior adaptación cinematográfica para la televisión (TV3), bajo la dirección de la cineasta Judith Colell.
Junto a otros periodistas, Enric Juliana participa en calidad de experto en foros de opinión y conferencias en que se comenta la situación de la prensa y la política. 

## Obras
- España en el diván. De la euforia a la desorientación, retrato de una década decisiva (RBA, 2014). Compilación de sus obras principales:
  - La España de los pingüinos (Destino, 2006) Crónica de la crispación política en España en la primera legislatura de José Luis Rodríguez Zapatero.
  - La deriva de España. Geografía de un país vigoroso y desorientado (RBA, 2009). Crónica política de España ante los primeros indicadores de la grave crisis económica.
  - Modesta España. Paisaje después de la austeridad (RBA, 2012). Ensayo sobre los efectos de la crisis en la sociedad española.
- Tarjeta negra: 80 días que convulsionaron la política española (RBA, 2015). Recopilatorio de las crónicas Código 11-9-11, publicadas en el diario La Vanguardia entre septiembre y noviembre de 2014 y que tratan sobre el impacto de la corrupción en la política española.
- Aquí no hemos venido a estudiar (Arpa, 2020). Crónica de la actividad política clandestina de la oposición en los últimos años del franquismo.
- España, el pacto y la furia (Arpa, 2024).[11] Crónica de veinte años de política española, con una antología de artículos publicados durante ese periodo.

Obras en colaboración
- Con otros autores: La rectificació (Destino, 2006). Ensayo sobre la situación política en Cataluña tras la experiencia del primer gobierno tripartito.
- Con Julià de Jòdar: Radiacions (Proa, 2011). Obra teatral sobre la construcción ficticia de una central nuclear cerca de Barcelona.
- Con Roger Palà: Esperando a los robots (Icaria, 2017). Diálogo dónde se abordan temas de actualidad como la victoria de Donald Trump en las elecciones estadounidenses de 2016 o la robotización y automatización del mercado laboral.
- Con Pablo Iglesias: Nudo España (Arpa, 2018).[12] Conversación entre el periodista y el político que ofrece una amplia panorámica del pasado, el presente y el futuro de España.

## Distinciones
- Premio Ciudad de Barcelona (2006).[13]
- Comendador de la Orden de la Estrella de Italia (2009).[n. 1][14]